# Apluda mutica
Apluda mutica är en gräsart som beskrevs av Carl von Linné. Apluda mutica ingår som enda art i släktet Apluda och familjen gräs. Inga underarter finns listade i Catalogue of Life.

## Bildgalleri

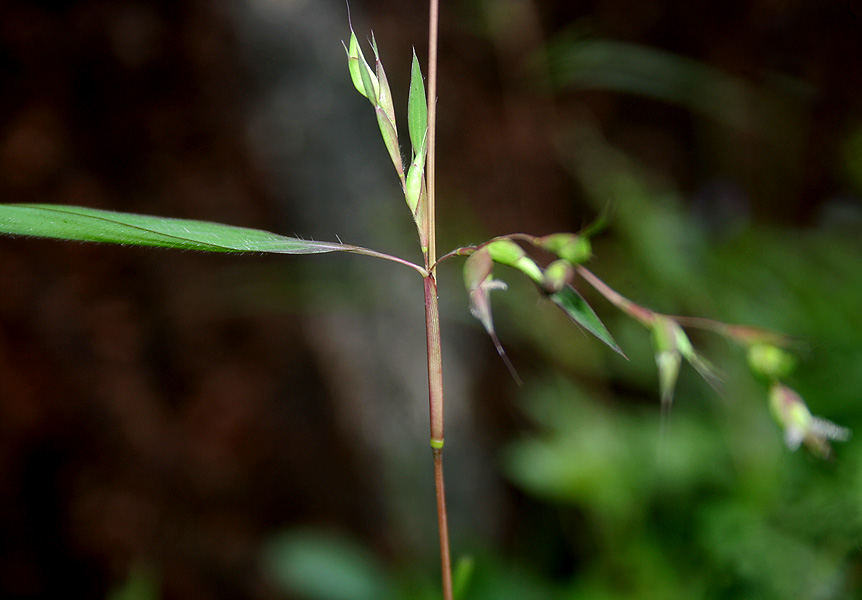
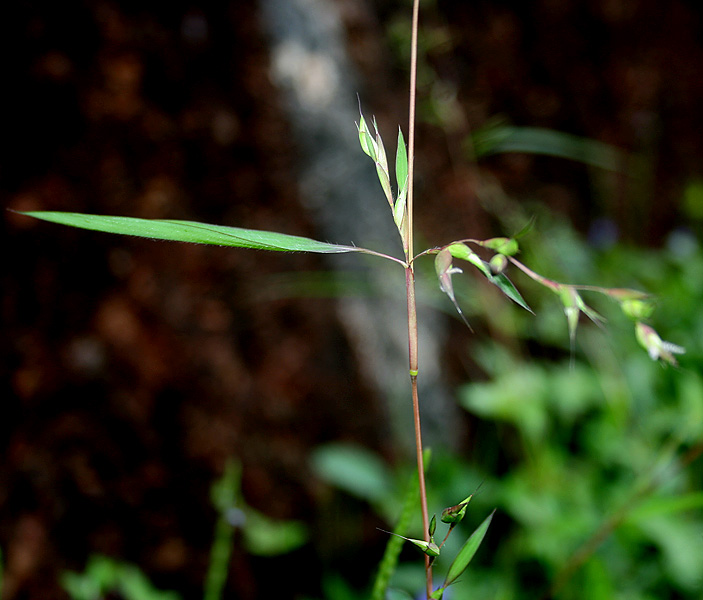
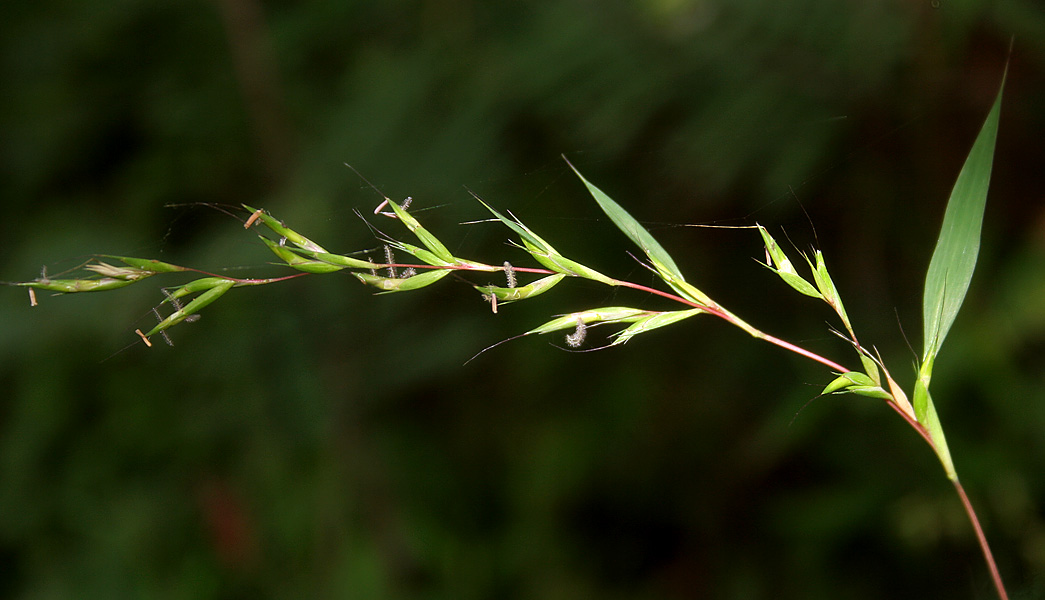
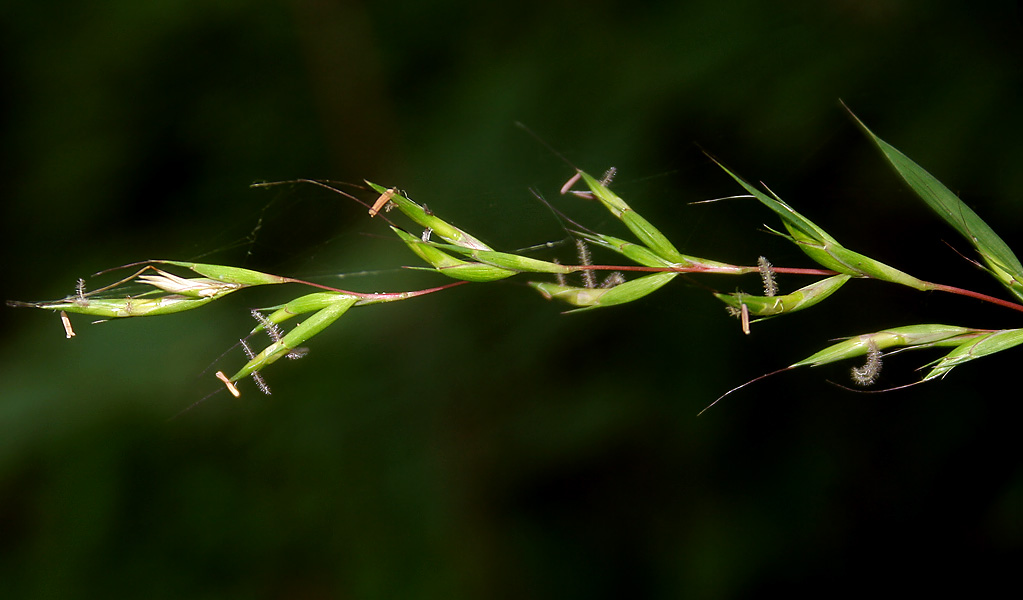